# Dvorichna (huyện)
Huyện Dvorichna (tiếng Ukraina: Дворічанський район, chuyển tự: Dvorichnas’kyi raion) là một huyện của tỉnh Kharkiv thuộc Ukraina. Huyện Dvorichna có diện tích 1112 kilômét vuông, dân số theo điều tra dân số ngày 5 tháng 12 năm 2001 là 22267 người với mật độ 20 người/km2. Trung tâm huyện nằm ở Dvorichna.